# Love Is Over
"Love Is Over"는 2010년 8월 3일에 발매된 랍티미스트의 디지털 싱글 앨범이다.

## 수록곡
1. Love Is Over (feat. Paloalto, Dead'P, 남예지)
2. Love Is Over (Instrumental)